# Johann III. (Werle)
Johann III., Herr zu Werle [-Goldberg], genannt van Ruoden (* vor 1300; † zwischen 1. April und 28. August 1352) war von 1316 bis 1352 Herr zu Werle-Goldberg.
Er war der Sohn von Nikolaus II. und Richsa von Dänemark.
Nach dem Tod des Vaters Nikolaus II. im Jahr 1316 entschloss man sich zur Teilung. Sein Onkel Johann II. übernahm Werle-Güstrow. Johann III. hingegen übernahm die Herrschaft über den Teil Werle-Goldberg mit den Vogteien Parchim, Goldberg, Laage, Teterow, Malchin, Stavenhagen, Malchow und halb Wredenhagen. Johann III. errichtete in Goldberg ein Schloss.
Kurz nachdem Fürst Wizlav III. von Rügen verstorben war, versprach der dänische König Christoph II. am 4. Mai 1326 Johann II. und Johann III. zusammen mit Heinrich II. von Mecklenburg die Belehnung mit den rügischen Besitzungen. Im anschließenden ersten Rügischen Erbfolgekrieg (1326–1328) konnten diese Ansprüche jedoch nicht vollständig gegen Pommern durchgesetzt werden, sondern für Johann III. sprang aus diesem Krieg als Gewinn lediglich der Pfandbesitz der Vogtei Tribsees heraus. Da die Herren von Werle sich in vorangegangenen Auseinandersetzungen bereits nicht mehr gegen die Nachbarn hatten durchsetzen können, gingen sie im rügischen Erbfolgekrieg ebenfalls zum Kriegsunternehmertum über. Dies hatte zur Folge, dass Johann III. die Vogtei Tribsees umgehend an die Familie Flotow weiterverpfänden musste, weil er auf andere Weise nicht deren Kriegskostenrechnung begleichen konnte. Die weiteren rügischen Erbfolgekriegen gerieten für Werle-Goldberg zum Desaster, denn Pommern eroberte die Vogtei Tribsees, während Johann III. ohne irgendeinen Gewinn auf allen Kosten sitzen blieb. Seinen Kriegsunternehmern aus den Familien Moltke, Hahn, Maltzan und Flotow musste Johann für deren ausgelegte Kriegskosten mit den Vogteien Laage, Malchin, Stavenhagen und Malchow den Großteil seiner Herrschaft pfandweise überlassen, ohne die Aussicht zu besitzen, diese Landesteile je wieder einzulösen zu können. Mit seiner Beteiligung am rügischen Erbfolgekrieg hatte Johann III. so die Finanzen seines Landesteils nachhaltig ruiniert und sich aller Handlungsspielräume als Landesherr beraubt.
Er war seit dem Jahr 1317 mit Mechthild († um 1332), der Tochter Otto I., verheiratet und nach 1332 mit Richardis. Seit 1350 überließ er die Regierung ganz seinem Sohn und Mitregenten Nikolaus IV. Am 1. April 1352 wurde Johann III. schon als todkrank beschrieben und starb im gleichen Jahr. Er wurde wahrscheinlich im Kloster Malchow beerdigt.

## Kinder
- mit Mechthild Mechtild von Pommern († 1332):
  - Johann zu Werle-Goldberg († 1341)
  - Nikolaus IV., Herr zu Werle-Goldberg
  - Mechthild von Werle-Goldberg († 1361), mit Otto I., Graf von Schwerin
- mit Richardis:
  - Sophia von Werle-Goldberg († 1384), mit Albrecht II. von Lindow-Ruppin
  - Rixa von Werle-Goldberg, 1392–1402 Priorin im Kloster Dobbertin